# 藤岡淳
藤岡 淳（ふじおか あつし）は、日本の情報工学者。専門は暗号技術。神奈川大学工学部情報システム創成学科暗号システム研究室教授。考案した暗号技術(FSU方式)（Fujioka-Suzuki-Ustaoglu）方式が国際標準ISO/IEC 11770-3に採録。

## 経歴
1981年4月 - 1985年3月東京工業大学 工学部 第五類1987年4月 - 1990年3月東京工業大学大学院 理工学研究科 電気・電子工学専攻2001年10月 - 2004年3月日本電信電話株式会社 情報流通プラットフォーム研究所 主幹研究員2003年2月 - 2003年3月お茶の水女子大学 理学部 非常勤講師（集中講義）2004年4月 - 2008年3月国立情報学研究所 実証研究センター 客員助教授2004年4月 - 2012年3月日本電信電話株式会社 情報流通プラットフォーム研究所 グループリーダ・主幹研究員2012年4月 - 2013年3月日本電信電話株式会社 セキュアプラットフォーム研究所 グループリーダ・主幹研究

## 研究/受賞
- 2015年ＦＳＵ方式が国際標準に採択[4]

## 著作・文献
- 「暗号・ゼロ知識証明・数論」1995年 共著
- 「ポイント図解式標準 LAN 教科書(下) 改訂三版」1998年共著
- 「計算理論の基礎」2000年共著
- 「情報セキュリティ事典」2003年共著
- 「IT Text 情報セキュリティ」オーム社2003年共著